# Elecciones federales de Malasia de 2008
Las decimosegundas elecciones federales de Malasia, decimoterceras desde el establecimiento del Consejo Legislativo Federal, y undécimas desde la unificación del país, se anunciaron en enero de 2008 y se realizaron el 8 de marzo de ese mismo año para renovar los 222 escaños del Dewan Rakyat y las Asambleas Legislativas Federales. El oficialista Barisan Nasional (Frente Nacional) obtuvo una estrecha victoria con el 51.39% de los votos. Por otro lado, los tres principales partidos de la oposición (el Partido de Acción Democrática, el Partido de la Justicia Popular, y el Partido Islámico de Malasia) se unieron en una coalición electoral de centroizquierda, el Pakatan Rakyat (Pacto Popular), que obtuvo el 47.79% de los votos, el mejor resultado para la oposición hasta entonces. Los otros partidos y las candidaturas independientes se quedaron con solo 0.82% de los votos, siendo la elección más polarizada de la historia de Malasia.
A diferencia de las anteriores elecciones, en las que el Barisan Nasional había obtenido más del 90% de los escaños, en esta ocasión solo consiguió 140 (63%), siendo la primera elección desde 1969 en la que la alianza gobernante perdía la mayoría calificada de dos tercios, requerida para realizar enmiendas a la constitución federal. El Pakatan Rakyat se quedó con las 82 bancas restantes, sin que ningún otro partido o coalición obtuviera escaños. El resultado continuaba siendo algo desproporcionado, con el oficialismo sobrepasando a la oposición por 58 escaños, sin que su diferencia de porcentaje de votos superara el 4% de los sufragios. Con esta mayoría, atribuida por la oposición al gerrymandering, el entonces primer ministro Abdullah Ahmad Badawi fue reelegido para un tercer mandato.
En el plano estatal, se renovaron todas las Asambleas Legislativas Estatales excepto la de Sarawak, donde las elecciones ya habían tenido lugar en 2006. La oposición obtuvo un histórico resultado al lograr la mayoría en cinco de las doce legislaturas estatales en juego (Kelantan, Selangor, Penang, Kedah, y Perak) arrebatando al Barisan Nasional casi la mitad de las gobernaciones, cuando hasta entonces el oficialismo gobernaba todos los estados menos Kelantan.
Estos comicios marcaron el primer desafío electoral para el Barisan Nasional en toda su historia, y se consideran el comienzo del declive de la coalición, que perdería el gobierno en 2018. Aunque pudo ser reelegido con facilidad dada su mayoría absoluta, Badawi anunció su dimisión como líder de la Organización Nacional de los Malayos Unidos (principal partido del Barisan Nasional) el 10 de junio, ante la pérdida de la mayoría de dos tercios y lo que consideraba una "derrota electoral" en la práctica. La renuncia de Badawi, sin embargo, no se efectuó hasta el 26 de marzo de 2009. Tras la elección de Najib Razak para ocupar el liderazgo del partido en a finales de ese año, Badawi abandonó definitivamente el cargo de primer ministro, entregando el gobierno a Razak el 3 de abril de 2009.

## Antecedentes
El 11.º Parlamento de Malasia fue disuelto el 13 de febrero de 2008 por el Yang di-Pertuan Agong (jefe de Estado) por recomendación del primer ministro Abdullah Ahmad Badawi, convocándose a elecciones generales para un período no mayor a sesenta días. Entre el 13 de febrero y el 13 de abril. El anuncio de la disolución se realizó un día después de que el Badawi negara públicamente que el Parlamento sería disuelto el 13 de febrero.
Las especulaciones sobre la fecha exacta de la votación eran abundantes, ya que los analistas políticos esperaban que se realizaran elecciones después del Año Nuevo chino el 7 de febrero y durante las vacaciones escolares de una semana del 7 al 16 de marzo, ya que las escuelas estarían disponibles para su uso como centros de votación. Los analistas políticos vieron las elecciones de marzo como un intento del primer ministro de obtener un nuevo mandato antes de que se diera una desaceleración en las economías global y malaya, provocada por la Gran Recesión, y una estratagema para impedir que el líder de la oposición, Anwar Ibrahim, se presentara como candidato, ya que su prohibición de participar en la política vencía el 14 de abril.
El 14 de febrero, la Comisión Electoral anunció que las nominaciones de candidatos se realizarían el 24 de febrero, y las elecciones generales se celebrarían el 8 de marzo, permitiendo trece días de campaña. Anwar Ibrahim posteriormente criticó al primer ministro por la elección de la fecha, calificando la movida como un "truco sucio", y una señal de que "el primer ministro Abdullah [...] está haciendo de esto algo personal". Existían expectativas de que un miembro del Parlamento del partido de Anwar, el Partido de la Justicia Popular, renunciara después de esa fecha para allanar el camino a elecciones parciales, en las cuales Anwar podría competir para regresar al parlamento. En el momento en que estas afirmaciones se realizaron no estaban respaldadas, sin embargo, las expectativas se cumplieron cuando la esposa de Anwar, la líder del Pacto Popular Wan Azizah Wan Ismail, renunció a su escaño.

## Opinión pública previa a las elecciones

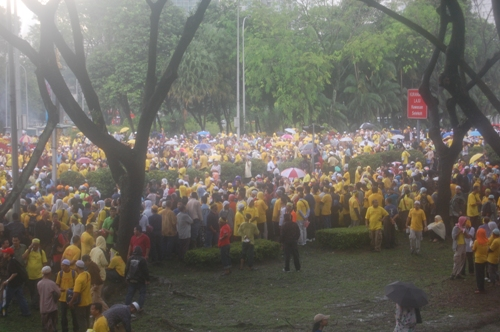
La manifestación del BERISH exigiendo elecciones libres en 2007 fue la protesta pública más grande de Malasia desde 1998.

El Centro Merdeka realizó una encuesta a principios de 2008 para medir la opinión pública y el resultado se publicó poco después. Hubo una serie de cuestiones planteadas por varias partes en el período previo a las elecciones, como justificación de la opinión pública sobre el gobierno. Entre los temas se encuentran la inflación, la escasez de bienes, los subsidios a los combustibles, el aumento del crimen, la represión política, mala administración, corrupción, y la demanda de elecciones libres y justas por parte de un grupo de ONG y partidos políticos bajo la Coalición para Elecciones Libres y Justas (BERSIH). Otro problema era la desigualdad racial, resaltada por la organización de derechos indos HINDRAF, con varios de sus miembros detenidos por la Ley de Seguridad Interna, el caso relacionado con la Real Comisión de Investigación sobre el videoclip de Lingam y la elegibilidad del ex vice primer ministro, Anwar Ibrahim, que había sido liberado de prisión el 2 de septiembre de 2004 pero que tenía prohibido participar en política hasta el 14 de abril de 2008.
La ira entre los indígenas étnicos con respecto a cuestiones tales como las restricciones al empleo, la educación, la libertad de religión, la falta de derechos y un sentimiento generalizado de pérdida de dignidad jugaron un papel importante durante las elecciones federales de 2008. Aunque el gobierno reclamaba que las elecciones eran justas, la oposición resaltó la manipulación de distritos y destacó casos de fraude electoral generalizado y compra de votos. Las acusaciones, sumado a las protestas recientes, sirvieron para mermar severamente la popularidad del Frente Nacional.
Por otro lado, el fuerte rechazo público hacia la figura de Khairy Jamaluddin, yerno de Abdullah y miembro del Parlamento, y el rumor de que era influyente en las políticas del primer ministro, fue considerado un aliciente para las pérdidas electorales del oficialismo.

## Campaña y estrategias

### Oficialismo

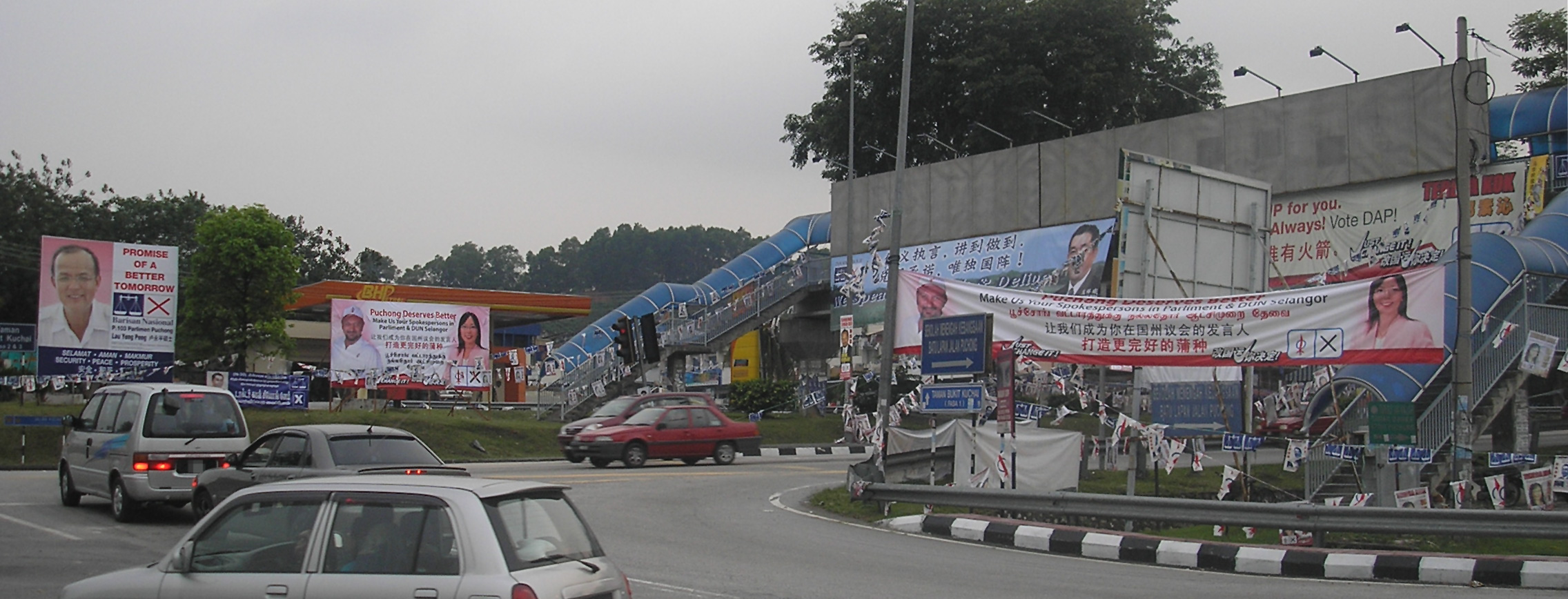
Afiches de campaña en Puchong, en el estado de Selangor.

El partido gobernante, la Organización Nacional de los Malayos Unidos (UMNO) del primer ministro Abdullah Badawi y sus socios en el Frente Nacional organizaron una lista más joven de candidatos con menos vínculos con el ex primer ministro Mahathir Mohamad, el artífice de las políticas de acción afirmativa en las elecciones. Abdullah dijo que necesitaba "uno o dos períodos más" para completar con éxito varios proyectos económicos que comenzó.
El gobierno deseaba tomar nuevamente el control sobre el estado de Kelantan, gobernado por el opositor Partido Islámico Panmalayo desde 1990, prometiendo al pueblo de kelantanense grandes proyectos de desarrollo y empleo. Awang Adek Hussin, encargado de la campaña de la UMNO en Kelantan, dijo que si ganaban las elecciones repararían o construirían quinientas mezquitas, incluida una Gran Mezquita, para atraer a los votantes musulmanes. En Sabah, el Barisan Nasional anunció que utilizaría el mismo sistema de repartición de escaños dentro de la coalición de las anteriores elecciones: la UMNO competiría por 13 escaños, el Parti Besartu Sabah por cuatro, la UPKO por cuatro, el Partido Progresista de Sabah en dos, el Parti Besartu Rakyat Sabah en uno y el Partido Liberal Democrático en uno. El mismo sistema se utiliza en las elecciones nacionales.
El Barisan Nasional lanzó una importante campaña publicitaria con un eslogan que prometía "seguridad, paz, prosperidad" en anuncios destacados en los periódicos y la televisión.

### Oposición

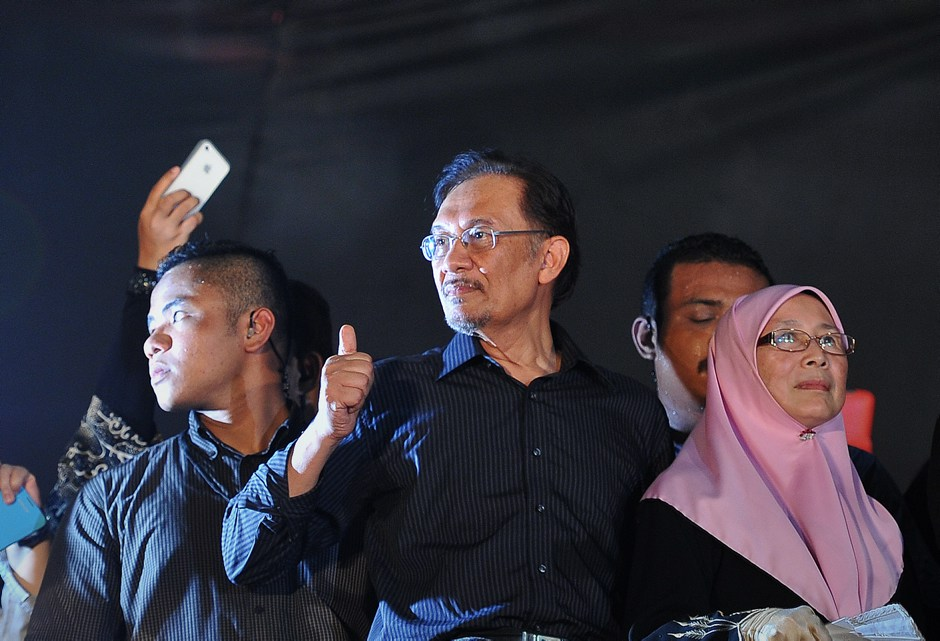
Impedido de participar en las elecciones, Anwar Ibrahim (centro) fue suplantado por su mujer, Wan Azizah (derecha), como líder de la coalición opositora durante de los comicios.

Los principales partidos de oposición malayos, que son el Partido de la Justicia Popular (PKR), el Partido de Acción Democrática (DAP) y el Partido Islámico Panmalayo (PAS), planearon negarle a la coalición gobernante una mayoría de dos tercios en el Parlamento en un intento por aflojar el poder del gobierno luego de cinco décadas gobernando, como se refleja en sus manifiestos. Los tres partidos destacaron la creciente tasa de criminalidad de Malasia, la fuerte inflación, y la corrupción gubernamental a lo largo de la campaña electoral. Extraoficialmente, cinco partidos de la oposición (el PKR, el DAP, el PAS, el Partido Socialista de Malasia o PSM y la Organización Nacional Unida de Pasok Nunukragang o PASOK) se habían aliado en una nueva coalición, el Pakatan Rakyat (que se traduciría como Pacto Popular). Aunque ya habían existido distintas coaliciones opositoras en Malasia desde la década de 1990, siendo la última el Barisan Alternatif, este nuevo "pacto" establecía por primera vez una campaña opositora unificada con un plan de gobierno definido que no buscaba únicamente centrarse en su rechazo al gobierno del Frente Nacional, sino en proporcionar al electorado una auténtica alternativa al mismo.
Parte de la campaña opositora tuvo lugar en el ciberespacio y los nuevos medios, utilizando nuevas tecnologías como blogs, SMS y YouTube. Esto se debió a que los principales periódicos y estaciones de televisión, que son en gran parte propiedad de los partidos de la coalición gubernamental, solo mencionaban la oposición de paso. El 2 de marzo, el presidente del PAS, Abdul Hadi Awang, desafió a Abdullah Badawi a celebrar un debate televisivo similar a los de los candidatos presidenciales estadounidenses. Sin embargo, los líderes del gobierno declararon que no había lugar para tales debates en Malasia, alegando que el enfoque debería estar en debatir con los candidatos locales sobre los problemas locales que los afectan. Como respuesta a este rechazo, la oposición personalizó la campaña negativa contra el gobierno, centrándola en Badawi, a quien describieron como un líder pobre que "se dormía en el trabajo". Mencionaron que, como resultado de su débil liderazgo, el crimen, la corrupción y las tensiones raciales y religiosas habían aumentado drásticamente en el país. A partir del 4 de marzo, las campañas en las elecciones generales de Malasia tomaron un tono personal cuando los rivales lanzaron acusaciones de nepotismo, hipocresía, lenguaje grosero y tácticas sexistas. También se sugirió que Abdullah está preparando a su yerno Khairy Jamaluddin, que tenía una muy mala imagen pública, como el futuro líder de Malasia.
En términos de recaudar fondos, la oposición hizo un llamamiento al público a través de sitios web y blogs para que los partidarios contribuyan fondos a través de tarjetas de crédito y transferencias bancarias para ayudarlos a imprimir carteles de campaña y celebrar foros públicos. La oposición había señalado en repetidas ocasiones que no podían igualar el poder de gasto masivo de la coalición gobernante.

## Irregularidades y controversias

### Demandas de la oposición
Los anteriores procesos electorales en Malasia han alimentado quejas de la oposición de que la subordinación de la Comisión Electoral al estado, el gerrymandering, el fraude electoral, los medios de comunicación dominados por el gobierno, el mal uso de los recursos del estado y la compra masiva de votos han dado al Frente Nacional una ventaja injusta. Se señaló a la Comisión Electoral de Malasia que su lista electoral es muy sospechosa, debido al descubrimiento de que contiene cerca de 9.000 personas de más de 100 años. Esto generó sospechas de que los libros están contaminados con votantes muertos, lo que deja las elecciones vulnerables al fraude.
El BERISH destacó haber descubierto personas que nacieron en el mismo año y que poseen diferentes documentos de identidad (IC) y viven en muchas localidades diferentes. Para el BERISH, estas personas están registradas para votar en varios lugares en todo el país. Estos problemas llevaron a preguntas sobre la imparcialidad de las elecciones. La oposición también destacó que ciertos votantes postales recibieron dos hojas de votación. Esto fue descubierto durante los controles con la Comisión Electoral cuando estaban preparando kits de votación postal. Los activistas de BERSIH dicen que cada boleta también se adjuntó a una carta que identifica al votante junto con el número de serie del boleta electoral, por lo que sería fácil rastrear quién votó por la oposición. Los activistas de la reforma electoral dijeron que una cantidad de escaños que la oposición podría ganar podría decidirse por votación postal y que aquellos que emiten votos postales no tienen la libertad de elegir al candidato que desean.
Human Rights Watch, que había estado monitoreando el proceso electoral, declaró que las restricciones del gobierno a la expresión, el montaje y el acceso a los medios estatales negarían a los malayos una elección libre. Calificando el proceso electoral de "groseramente injusto", Human Rights Watch pidió al gobierno que aborde las preocupaciones con el fraude en las listas electorales y que brinde a los partidos de oposición acceso a los medios estatales. El ministro de Derecho de facto, Nazri Aziz, acusó a Human Rights Watch de parcialidad y dijo que estaban intentando desacreditar el proceso electoral porque "saben que el Frente Nacional va a ganar".
Una semana después del anuncio de la victoria del Frente Nacional, el 17 de marzo, el BERSIH condenó las elecciones y afirmó que la oposición habría obtenido una cómoda victoria de no ser por el fraude electoral. Sivarasa Rasiah, y miembro del Parlamento electa por la circunscripción de Subang, declaró: "La oposición habría obtenido una victoria absoluta si se tratara de una elección democrática... Para ganar otros 30 escaños (para formar una mayoría en el parlamento) todo lo que necesitaban era solo otros 56.000 votos. Solo porque la elección fue ajustada no quiere decir que haya sido libre y justa. Exigimos una comisión real para investigar el proceso electoral". Citando unas 72.058 papeletas no devueltas, de las cuales 41.564 fueron para escaños parlamentarios y 30.494 para escaños de la asamblea estatal, el BERSIH alegó que muchas de estas boletas en realidad se habían emitido para la oposición o se habían echado a perder, señalando el hecho de que la mayoría de ellas fueron boletas de votos postales. Los portavoces de BERSIH no descartaron realizar manifestaciones callejeras.

### Uso de tinta indeleble
El 2 de junio de 2007, la Comisión Electoral hizo pública la propuesta de utilizar la tinta indeleble para marcar los dedos de los votantes, y su uso fue confirmado oficialmente por el presidente de la Comisión Abdul Rashid Abdul Rahman el 13 de agosto. Su introducción era una medida que excluía el fraude electoral al impedir la duplicación de votos, y sería la primera vez que se usaría tinta indeleble en las elecciones generales malayas.
La reacción temprana a la propuesta fue mixta. Tanto el secretario general del DAP, Lim Guan Eng, como el presidente del PAS Abdul Hadi Awang dieron la bienvenida a la misma, y el partido de Abdul Hadi expresó interés en el tipo de tinta utilizada. El vicepresidente de la PKR, Tian Chua, inicialmente se mantuvo escéptico a menos que la CE "implementara el sistema". Los miembros de BN fueron más críticos, con el secretario general de UMNO Mohd Radzi Sheikh Ahmad, el secretario general del MCA Ong Ka Chuan y el vicepresidente de Gerakan, Teng Hock Nan proponiendo el uso de otros sistemas, como un sistema biométrico basado en huellas dactilares, como alternativas. El BN emitió un comentario afirmando que no tenían seguridad de que la tinta indeleble contenía materiales seguros o halal, teniendo en cuenta a los votantes musulmanes. El 9 de agosto, la organización musulmana Consejo Nacional de Fatwa declaró la tinta segura para su uso, después de recibir un informe de laboratorio del Departamento de Química de Universiti Kebangsaan Malaysia.
El 4 de marzo de 2008, cuatro días antes de los comicios, la Comisión anunció que cancelaba el plan, citando preocupaciones sobre la constitucionalidad de la medida, sin una enmienda constitucional que permitiera la práctica, podría ser ilegal que un secretario de mesa impidiera a un votante votar incluso si su dedo ya estaba marcado con tinta indeleble. El presidente de la Comisión también reclamó información sobre posibles conspiraciones para socavar el proceso electoral aplicando tinta a los dedos de quienes aún no habían votado, y dijo que sería mejor abstenerse de adoptar la medida en aras del orden público y la seguridad. Según la Comisión Electoral, la decisión de cancelar el uso de tinta indeleble se basó en informes de que ciertas partes intentaron "sabotear" el proceso electoral en Kedah, Kelantan y Perlis. La policía ha arrestado a varias personas que trataron de contrabandear la tinta a través de la vecina Tailandia.
Los partidos de oposición condenaron ampliamente esta medida de último momento. El Vicepresidente del PKR, Syed Husin Ali, alegó que la Comisión estaba "en connivencia con el BN para permitir trampas en las próximas elecciones generales", y afirmó que esto era una demostración de debilidad de parte del gobierno, y de que sospechaban que la oposición podía ganar. Dzulkifli Ahmad, un líder del PAS y el BERSIH, dijo que ambas organizaciones se opusieron a la medida y que "queremos dejar en claro que estamos entrando en esta elección como protesta". Dzulkifli agregó que el BERSIH presentaría una queja después del día de la votación. Lim Guan Eng declaró que la decisión solo beneficiaría a la coalición gobernante y exigió una explicación del reclamo de los efectos adversos en la seguridad pública: "Es ridículo creer que el uso de tinta indeleble pueda condenar al país entero al caos y la ruina". Se habían gastado para entonces dos millones de ringgits malayos en la compra de 47.000 botellas de tinta a la India, y la oposición declaró que utilizaría todos los medios legales para revertir la decisión.
La respuesta de la coalición gobernante fue mixta. El vice primer ministro, Najib Razak, un líder de la UMNO, consideró que la revocación era "apropiada", y mencionó la preocupación de que las personas fueran engañadas para que se aplicaran tinta de aspecto similar a sus dedos, negándoles el derecho al voto. En contraste, la Asociación China de Malasia, uno de los tres principales partidos del gobierno, condenó la medida, considerándola "decepcionante", y alegando que el anuncio tardío permitiría a la oposición politizar innecesariamente la situación.
Malayos por Elecciones Libres y Justas (MANFREL), cuestionó la legitimidad de la Comisión Electoral para revertir una decisión tomada medio año atrás, y también rechazó la falta de acreditación de parte de la Comisión para concurrir como observadores electorales. Después de las elecciones, Anwar Ibrahim afirmó que la falta de uso de tinta indeleble le había costado al Pacto Popular 15 escaños en el Parlamento, y agregó que "no es poco realista imaginar que podríamos haber ganado la mayoría con esa medida". Dos semanas después de los comicios, varias ONG, incluida la Unión de Votantes de Malasia, le pidieron al fiscal general que acusara formalmente a cuatro hombres que, según alegaron, habían sido arrestados por su participación en la supuesta conspiración. Hasta el 24 de marzo de 2008, los hombres no habían sido retenidos por un tribunal ni habían sido acusados de ningún delito; su arresto no fue publicitado.
En mayo, el ministro del Interior, Syed Hamid Albar, dijo al Parlamento en su respuesta escrita a una pregunta de Fong Po Kuan que "no había pruebas en absoluto para demostrar que la tinta había sido contrabandeada desde Tailandia... De las declaraciones de testigos, ningún individuo o sindicato identificó a cualquier parte en particular involucrada en esto (contrabando de tinta). La declaración del querellante y el testigo se basaron en rumores y no se identificó a ninguna persona de manera clara".
Sin usar, la tinta permaneció almacenada hasta el 25 de noviembre de 2009, cuando se fue quemada de acuerdo con los procedimientos del gobierno. Antes de la eliminación, la tinta debía venderse, pero había vencido su fecha de caducidad.

## Jornada electoral

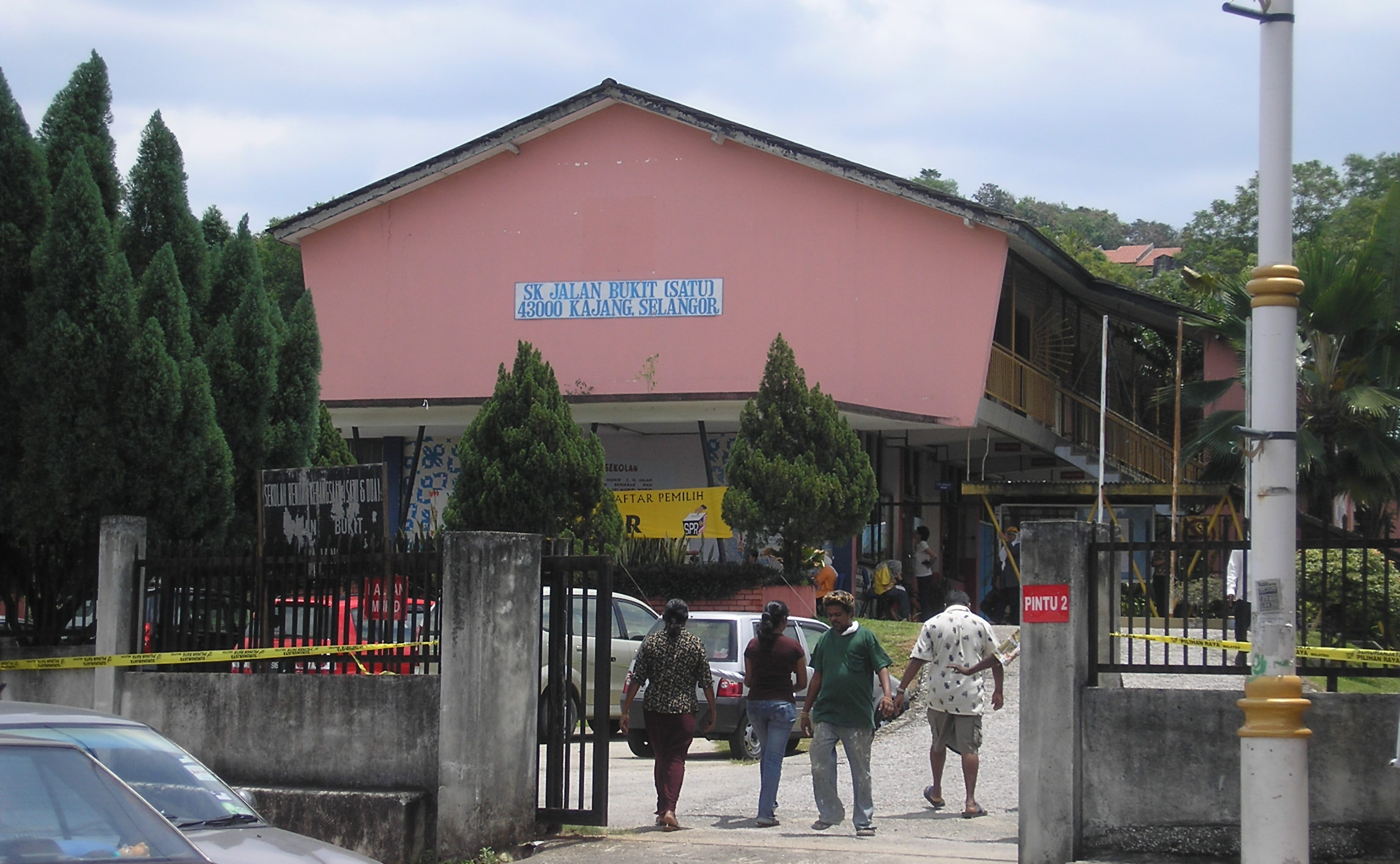
Centro de votación en una escuela de Kajang, estado de Selangor.

El día de la votación transcurrió sin problemas, salvo un incidente grave en Rusila, en la circunscripción de Marang, en el estado de Terengganu, donde cerca de trescientos partidarios del Partido Islámico Panmalayo (PAS) detuvieron varios autobuses y automóviles sospechosos de transportar a votantes fraudulentos del Frente Nacional, y confiscaron sus documentos de identidad. Cuando la policía llegó para ordenar el caso, se informó que los partidarios del PAS golpearon a la policía y destruyeron sus vehículos, incluidos varios vehículos de la Unidad de Reserva Federal (Policía antidisturbios de Malasia). Un helicóptero del Real Ejército de Malasia tuvo que ser llamado. Para disuadir a los alborotadores, la policía disparó gases lacrimógenos, y el hijo del presidente de PAS, Abdul Hadi Awang estaba entre los arrestados. 
En los días previos, el Partido Progresista de Sabah, hasta entonces miembro del Frente Nacional, anunció su retirada del mismo, llevándose a catorce miembros del gobierno y dos diputados consigo, los otros diputados con los que contaban se quedaron como independientes. La decisión de retirarse se tomó en la reunión del consejo supremo de SAPP donde su presidente Datuk Yong Teck Lee obtuvo el apoyo de casi todos sus 35 miembros y declaró que, además de abandonar el BN, el SAPP correría por su cuenta y no se uniría al Pacto Popular.
Yong dijo que su partido permanecerá independiente en el banco de la oposición hasta que llegue el momento en que SAPP esté listo para regresar al gobierno.

## Resultados

### Dewan Rakyat
|  | 29.98 % |

|  | 35.59 % |

|  | 10.58 % |

|  | 6.76 % |

|  | 2.32 % |

|  | 0.90 % |

|  | 2.26 % |

|  | 1.35 % |

|  | 1.65 % |

|  | 6.31 % |

|  | 1.50 % |

|  | 2.70 % |

|  | 0.74 % |

|  | 1.80 % |

|  | 0.66 % |

|  | 1.80 % |

|  | 0.56 % |

|  | 1.35 % |

|  | 0.42 % |

|  | 2.70 % |

|  | 0.39 % |

|  | 0.90 % |

|  | 0.21 % |

|  | 0.00 % |

|  | 0.10 % |

|  | 0.45 % |

|  | 0.00 % |

|  | 0.45 % |

|  | 51.39 % |

|  | 63.06 % |

|  | 18.79 % |

|  | 13.51 % |

|  | 14.36 % |

|  | 10.36 % |

|  | 14.07 % |

|  | 12.61 % |

|  | 0.21 % |

|  | 0.45 % |

|  | 0.16 % |

|  | 0.00 % |

|  | 47.79 % |

|  | 36.94 % |

|  | 0.01 % |

|  | 0.00 % |

|  | 0.01 % |

|  | 0.00 % |

|  | 0.80 % |

|  | 0.00 % |

|  | 97.34 % |

|  | 2.66 % |

|  | 100.00 % |

|  | 100.00 % |

|  | 24.01 % |

|  | 75.99 % |

|  | 97.98 % |

|  | 2.02 % |

|  | 71.46 % |

|  | 60.47 % |

### Resultado por estado
|  | 60.15 % |

|  | 81.22 % |

|  | 39.75 % |

|  | 53.16 % |

|  | 79.80 % |

|  | 46.84 % |

|  | 55.00 % |

|  | 82.57 % |

|  | 44.71 % |

|  | 0.29 % |

|  | 55.11 % |

|  | 84.97 % |

|  | 44.74 % |

|  | 0.16 % |

|  | 62.98 % |

|  | 78.20 % |

|  | 36.86 % |

|  | 0.16 % |

|  | 53.32 % |

|  | 72.95 % |

|  | 46.47 % |

|  | 0.36 % |

|  | 59.53 % |

|  | 77.07 % |

|  | 40.47 % |

|  | 55.42 % |

|  | 77.21 % |

|  | 44.30 % |

|  | 0.27 % |

|  | 61.96 % |

|  | 73.06 % |

|  | 37.95 % |

|  | 0.09 % |

|  | 75.59 % |

|  | 81.96 % |

|  | 24.41 % |

|  | 77.04 % |

|  | 68.08 % |

|  | 14.82 % |

|  | 8.14 % |

|  | 54.73 % |

|  | 76.41 % |

|  | 45.10 % |

|  | 0.17 % |

|  | 57.42 % |

|  | 79.92 % |

|  | 42.58 % |

|  | 65.29 % |

|  | 75.96 % |

|  | 32.82 % |

|  | 1.89 % |

|  | 62.36 % |

|  | 65.92 % |

|  | 31.79 % |

|  | 5.85 % |

|  | 63.70 % |

|  | 63.79 % |

|  | 31.93 % |

|  | 4.37 % |

### Asambleas Legislativas Estatales
|                 |                  |                  |                  |                |                |                |         |       |         | Representación de los resultados de las elecciones a las Asambleas Legislativas Estatales con cada hexágono representando un escaño. El Barisan Nasional participó como un solo frente electoral, mientras que el Pakatan Rakyat participó por separado con uno de sus tres partidos presentando candidatos en cada escaño. |         |               |               |                        |         |           |
| Estado          | Barisan Nasional | Barisan Nasional | Barisan Nasional | Pakatan Rakyat | Pakatan Rakyat | Pakatan Rakyat | Otros   | Otros | Otros   | Válidos | Nulos   | Participación | Participación | Gobernador electo      | Partido | Partido   |
| Estado          | Votos            | %                | Escaños          | Votos          | %              | Escaños        | Votos   | %     | Escaños | Válidos | Nulos   | Registrados   | %             | Gobernador electo      | Partido | Partido   |
| Perlis          | 58.361           | 60.85%           | 13               | 35.105         | 36.60%         | 2              | 2.439   | 2.55% | 0       | 95.905 | 1.479   | 120.081       | 81.10%        | Md Isa Sabu            |         | UMNO (BN) |
| Kedah           | 305.058          | 44.68%           | 14               | 362.649        | 53.12%         | 21             | 14.990  | 2.20% | 1       | 682.697 | 15.322  | 873.684       | 79.89%        | Azizan Abdul Razak     |         | PAS (PR)  |
| Kelantan        | 262.004          | 43.79%           | 6                | 336.610        | 56.19%         | 39             | 147     | 0.02% | 0       | 599.097 | 8.575   | 735.419       | 82.63%        | Nik Abdul Aziz Nik Mat |         | PAS (PR)  |
| Terengganu      | 240.165          | 54.90%           | 24               | 196.481        | 44.91%         | 8              | 820     | 0.19% | 0       | 437.466 | 5.716   | 521.597       | 84.81%        | Ahmad Said             |         | UMNO (BN) |
| Penang          | 222.339          | 40.96%           | 11               | 319.757        | 58.90%         | 29             | 760     | 0.14% | 0       | 542.856 | 8.887   | 705.408       | 78.22%        | Lim Guan Eng           |         | DAP (PR)  |
| Perak           | 399.565          | 46.12%           | 28               | 442.660        | 51.09%         | 31             | 24.207  | 1.79% | 0       | 866.432 | 20.398  | 1.195.459     | 74.18%        | Mohamad Nizar          |         | PAS (PR)  |
| Pahang          | 252.069          | 55.49%           | 37               | 184.186        | 40.55%         | 4              | 17.997  | 3.96% | 1       | 454.252 | 10.553  | 603.242       | 77.05%        | Adnan Yaakob           |         | UMNO (BN) |
| Selangor        | 508.851          | 43.81%           | 20               | 649.945        | 55.95%         | 36             | 2.773   | 0.24% | 0       | 1.161.569 | 25.711  | 1.518.186     | 78.20%        | Abdul Khalid Ibrahim   |         | PKR (PR)  |
| Negeri Sembilan | 181.392          | 52.36%           | 21               | 160.504        | 46.33%         | 15             | 4.519   | 1.31% | 0       | 346.415 | 8.181   | 458.516       | 77.34%        | Mohamad Hasan          |         | UMNO (BN) |
| Malacca         | 163.917          | 56.50%           | 23               | 124.213        | 42.82%         | 5              | 1.972   | 0.68% | 0       | 290.102 | 7.077   | 371.594       | 79.97%        | Mohd Ali Rustam        |         | UMNO (BN) |
| Johor           | 610.001          | 62.76%           | 50               | 355.080        | 36.53%         | 6              | 6.817   | 0.71% | 0       | 971.898 | 25.455  | 1.295.617     | 76.98%        | Abdul Ghani Othman     |         | UMNO (BN) |
| Sabah           | 327.270          | 63.33%           | 59               | 166.889        | 32.30%         | 1              | 22.587  | 4.37% | 0       | 516.746 | 13.691  | 786.142       | 67.47%        | Musa Aman              |         | UMNO (BN) |
| Total           | 3.524.717        | 50.57%           | 315              | 3.320.152      | 47.64%         | 188            | 124.777 | 1.79% | 2       | 6.969.646 | 146.498 | 9.184.945     | 77.48%        |                        |         |           |

## Desarrollo por estado

### Penang
El Pacto Popular dio un fuerte golpe al Frente Nacional al arrebatarles el gobierno estatal de Penang. A pesar de que Penang era considerado un estado "disputable" en términos electorales, la arrolladora victoria del Partido de Acción Democrática y sus aliados, y la subsecuente mayoría de dos tercios del PR dejó a BN con solo 2 de los 13 escaños parlamentarios y 11 de los 40 escaños de la Asamblea Legislativa, su peor desempeño en dicho estado. A diferencia de las anteriores elecciones, donde la oposición de Penang obtuvo los pocos escaños que consiguió con una diferencia de 50-50 de los votos, en esta ocasión muchos de los escaños que obtuvo vieron al PR recibir más del 70% de los sufragios.
En cuanto a los partidos regionales de Penang que constituían la rama local del BN, el Partido del Movimiento Popular Malasio (Gerakan) que dominaba la vida política del estado desde 1969, incluso antes de unirse al BN, perdió las elecciones por primera vez y prácticamente quedó en la irrelevancia política tanto a nivel federal como a nivel estatal, viéndose en la práctica borrado del panorama político malayo. El Gerakan obtuvo tan solo tres escaños en la legislatura estatal y dos escaños del Dewan Rakyat (ambos fuera de Penang, donde perdió toda su representación federal). En tan solo un día, la victoria del PR puso fin a sus treinta años de hegemonía política y puso en duda sus posibilidades como fuerza electoral coherente. Una victoria interesante fue la de Jeff Ooi, reconocido bloguero opositor que obtuvo un escaño en Jelutong.
Otro golpe significativo fue la derrota del presidente en funciones del Gerakan, Tan Sri Dr. Koh Tsu Koon, que estaba buscando abandonar la política estatal, decidió no postularse para su escaño en el estado y posteriormente renunció a su puesto de gobernador (que ostentaba hacía dieciocho años), para disputar el escaño parlamentario de Batu Kawan. Algunos especularon que esto era parte de una gran ambición de ser miembro del gabinete, solo para perder ante el recién llegado P. Ramasamy del DAP por un amplio margen de 9.485 votos.

### Kedah
El estado de Kedah, al igual que Penang, era un estado fuertemente oficialista y precisamente en él iniciaron sus carreras políticas los ex primeros ministros Tunku Abdul Rahman y Mahathir Mohamad. Sin embargo, el PR obtuvo una amplia victoria con 21 de los 36 escaños de la Asamblea Legislativa. Aunque el BN se quedó solo con 4 escaños a nivel estatal, a nivel federal obtuvo un mejor resultado con 14 de los 36 escaños parlamentarios, mientras que la oposición se quedó con los otros 22, siendo la mayoría para el Partido Islámico de Malasia (16), cuatro para el Partido de la Justicia Popular, uno para el Partido de Acción Democrática, y otro para un candidato independiente apoyado por el PR.

### Kelantan
A diferencia de los dos estados anteriores, la victoria del Pacto Popular en Kelantan era predecible por la dominación política del Partido Islámico Panmalayo. Kelantan era de hecho el único estado controlado por la oposición antes de las elecciones. Sin embargo, en los anteriores comicios, el PAS había estado a tan solo tres votos exactos de ser derrotado, pues conservó una mayoría de 23 a 22. En esta ocasión, el PAS retuvo la gobernación por amplia mayoría de 38 escaños, recibiendo el apoyo del PKR, que obtuvo otro escaño, generando una mayoría de dos tercios (39 de 45) en la Asamblea Legislativa. La derrota del BN, aunque predecible, significó un revés personal para Badawi, que había prometido millones de dólares en ayuda al desarrollo de Kelantan, con la intención de aumentar las posibilidades de su coalición. La quinta victoria consecutiva del PAS (desde su retorno al poder en 1990) superó el récord de cuatro victorias seguidas que había mantenido durante su primer gobierno del estado (1959-1978).

### Selangor
Selangor fue la derrota más sorpresiva y, probablemente, más abrumadora para el Barisan Nasional. Siendo el estado más desarrollado del país y recibiendo los beneficios más absolutos debido a los efectos indirectos del desarrollo de la capital, Kuala Lumpur, que es un enclave virtual dentro de Selangor, el BN esperaba conservar la mayoría absoluta. De acuerdo con The Star, aunque se creía que el oficialismo obtendría la victoria, varios analistas políticos predijeron que la oposición presentaría muy buenos candidatos en algunos escaños y que ahí se libraría una batalla electoral interesante. Lejos de ser verdad, el Pakatan Rakyat obtuvo una aplastante victoria con 36 de los 56 escaños parlamentarios (muy cerca de una mayoría de dos tercios), mientras que el Barisan Nasional se quedó con los 20 restantes. En el plano federal, el BN solo obtuvo 5 de los 22 escaños parlamentarios de Selangor.

### Perak
La victoria más estrecha del PR fue la del estado de Perak, donde obtuvo 31 de los 59 escaños contra 28 del BN, y 13 de los 24 escaños parlamentarios a nivel federal. A pesar de lo ajustado de la elección, el BN sufrió pérdidas enormes por las derrotas sucesivas de dos líderes de partidos componentes. La primera fue la de S. Samy Vellu, presidente del Congreso Indio de Malasia (MIC), uno de los partidos líderes del Frente, y la segunda la de M. Kayveas, líder del Partido Progresista Popular (PPP) que perdió toda su representación legislativa. La propia UMNO sufrió varios contratiempos importantes en los bastiones tradicionales del partido, mientras que la mayoría de los candidatos de DAP derrotaron a los candidatos de MCA, MIC, PPP y Gerakan. A pesar de esto, el PR solo pudo gobernar un año, pues la estrechez de su mayoría legislativa provocó descersiones que llevaron a la retoma del poder por parte del BN a mediados de 2009.

### Kuala Lumpur
La capital malaya, Kuala Lumpur, es un territorio federal dividido en 11 distritos electorales parlamentarios. No tiene un gobierno local autónomo. En esta elección, la oposición ganó diez escaños (cinco fueron ocupados por el DAP, cuatro por el PKR y uno por el PAS), mientras que Barisan Nasional ganó solo uno. En las elecciones anteriores, el BN tuvo 7 escaños, mientras que el DAP tuvo 4 escaños.